# Bertya lapicola
Bertya lapicola är en törelväxtart som beskrevs av David A. Halford och Rodney John Francis Henderson. Bertya lapicola ingår i släktet Bertya och familjen törelväxter.
Artens utbredningsområde är Queensland.

## Underarter
Arten delas in i följande underarter:
- B. l. brevifolia
- B. l. lapicola